# 团结街道 (沿河县)
团结街道，是中华人民共和国贵州省铜仁市沿河土家族自治县下辖的一个街道办事处。

## 建置沿革
2015年1月23日，贵州省人民政府批复同意沿河县乡镇行政区划调整，新设置的团结街道辖原和平镇曾子村、坝坨村、黄板村、狮马村、谢家村、月亮岩村、肖家村、复兴村、红星桥社区、田坝社区、燎原社区和原黑獭乡黑獭社区、杨柳池村、麝香岩村、石坝沟村、香树林村、红花盖村，办事处驻燎原社区。
2019年10月24日，原团结街道黄板社区、狮马社区、谢家社区、坝坨社区、曾子社区为祐溪街道的行政区划。

## 行政区划
团结街道下辖以下地区：
田坝社区、红星桥社区、燎原社区、肖家村、复兴村、坝坨村、曾子村、谢家村、黄板村、月亮岩村、狮马村、杨柳池村、石坝沟村、香树林村、麝香岩村和红花盖村。
2019年10月24日调整后，团结街道辖燎原社区、田坝社区、红星桥社区、月亮岩社区、肖家社区、黑獭社区、麝香岩社区、石坝沟社区、香树林社区、杨柳村、红花盖村、复兴村。